# Американо-ирландские отношения
Американо-ирландские отношения — двусторонние дипломатические отношения между США и Ирландией. 

## История
Отношения США с Ирландией основаны на общности родовых связей и ценностей, ирландская диаспора в США служит одной из основ развития американо-ирландских отношений. Помимо регулярного диалога по политическим и экономическим вопросам, обе страны сотрудничают в сфере медицинских исследований и образования.
Что касается Северной Ирландии, которая является частью Соединенного Королевства, «националистические» и «республиканские» группировки стремятся к объединению этой части с остальной Ирландией, в то время как «юнионисты» и «лоялисты» хотят оставить Северную Ирландию частью Великобритании. США продолжает оказывать поддержку мирному процессу и передаче политических институтов в Северной Ирландии местным властям. Международный фонд Ирландии (МФИ) созданный в 1986 году, обеспечивает финансирование проектов для создания межобщинного взаимодействия и роста экономических возможностей между Северной Ирландией и Ирландией. С момента создания МФИ правительство США выделило более 500 млн. долларов, что является примерно половиной из общего объёма финансирования организации. Другим крупным донором МФИ является Европейский Союз.

## Торговля
Экономические и торговые связи являются важным аспектом американо-ирландских отношений. Экспорт из США в Ирландию: электроника и оборудование, компьютеры, лекарственные препараты, корм для скота. Экспорт Ирландии в Соединенные Штаты: алкогольные напитки, химические вещества, текстиль и одежда, посуда. На США приходится более половины общего объёма экспорта Ирландии. Есть около 600 дочерних компаний США в Ирландии, численность которых составляет около 100 000 человек. В последние годы Ирландия стала также важным научно-исследовательским центром для американских фирм в Европе.